# Antoine Sublet
Pour les articles homonymes, voir Sublet (homonymie).
Antoine Sublet né à Lyon le 8 juin 1821 et mort à Paris le 17 décembre 1897 est un peintre français.

## Biographie

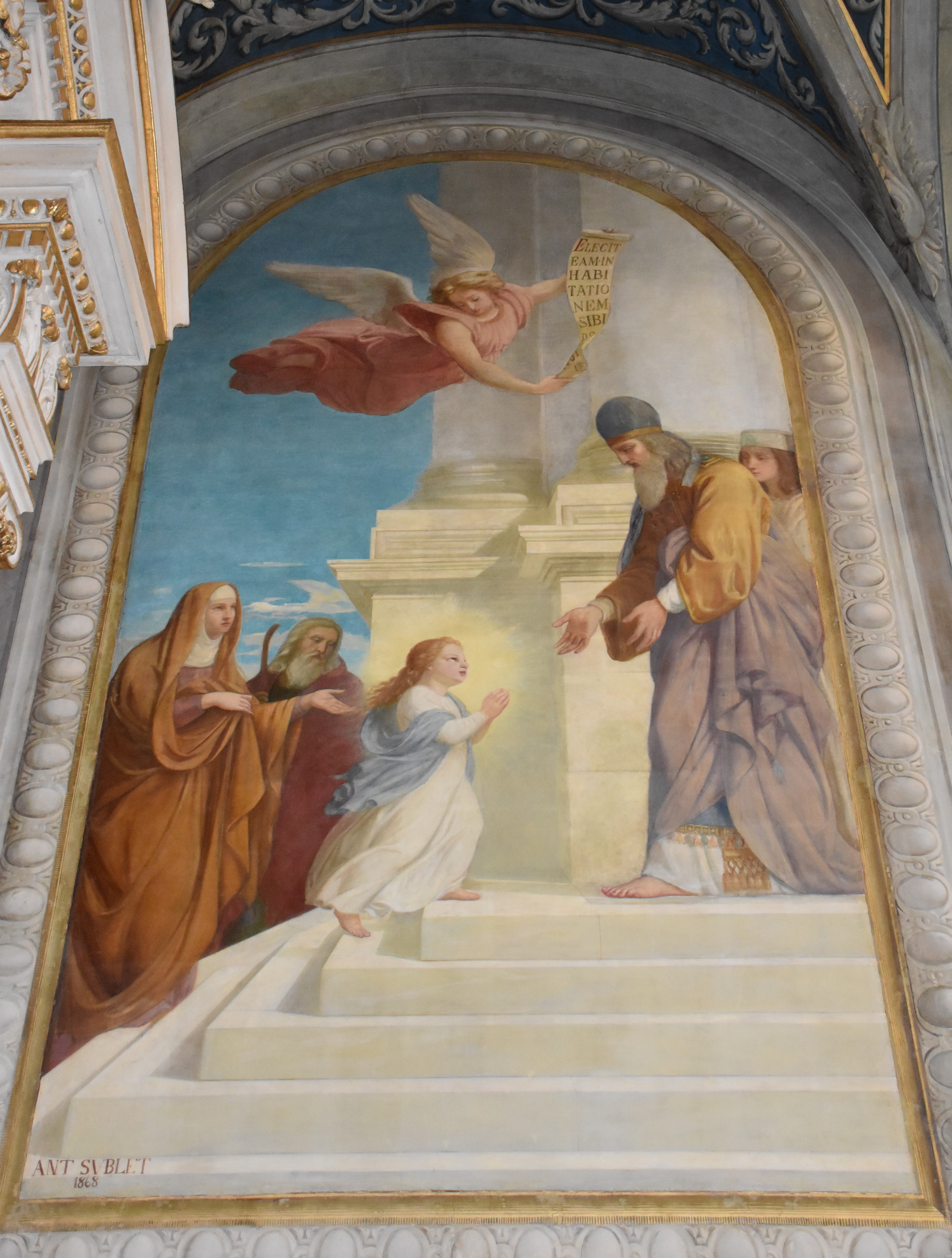
La Présentation de la Vierge au Temple (1868), Lyon, chapelle de l'Hôtel-Dieu.

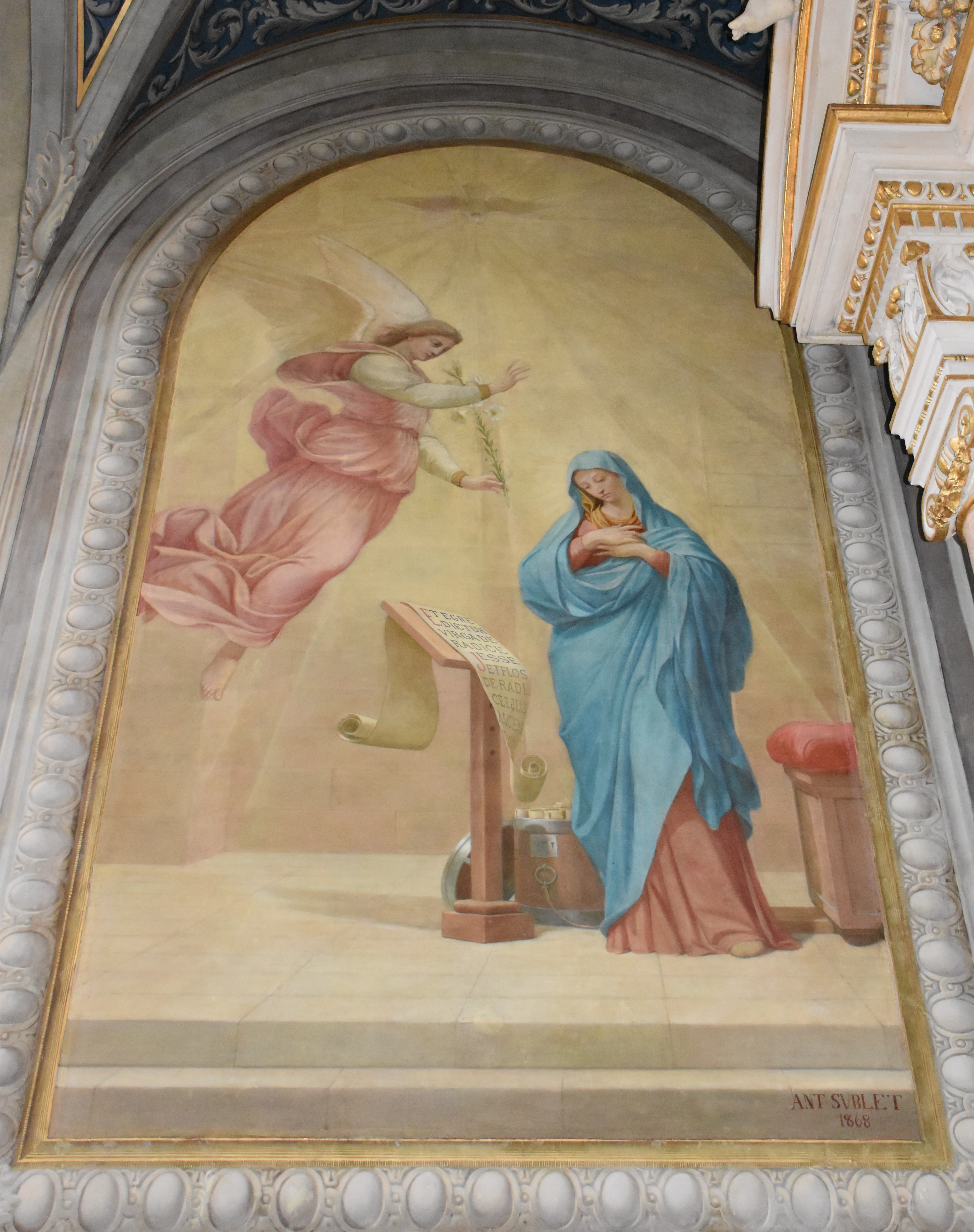
L’Annonciation (1868), Lyon, chapelle de l'Hôtel-Dieu.

Artiste catholique cherchant à incarner sa foi sur la muraille, à la manière des artistes italiens de la Première Renaissance, Benoît Antoine Sublet est surtout un peintre muraliste. Il participe à la décoration de la cathédrale Saint-Jean de Belley, de la chapelle de l’Hôtel-Dieu de Lyon, de la basilique de l'Immaculée Conception de l'abbaye Saint-Michel de Frigolet, et est l'auteur de tableaux religieux.
Il est particulièrement attaché à l’ordre des Chartreux, comme en témoignent ses travaux à l’Institution des Chartreux (peintures murales du chœur, chemin de croix), son Ravissement de Saint Bruno à la Grande Chartreuse, ainsi que son Martyre des religieux sous Henry VIII dans le cloître d’une chartreuse en Angleterre.

## Expositions
- 2022 : « Antoine Sublet (1821-1897), peintre au service des chartreux », Saint-Pierre-de-Chartreuse, musée de la Grande Chartreuse[4].